# Varevo (Raška)
Pour les articles homonymes, voir Varevo.
Varevo (en serbe cyrillique : Варево) est une localité de Serbie située dans la municipalité de Raška, district de Raška. Au recensement de 2011, elle comptait 1 536 habitants.
Varevo est officiellement classé parmi les villages de Serbie. Une autre localité, à proximité, porte le même nom.

## Démographie

### Évolution historique de la population
| 1948 | 1953 | 1961 | 1971 | 1981  | 1991  | 2002  | 2011  |
| ---- | ---- | ---- | ---- | ----- | ----- | ----- | ----- |
| 632  | 687  | 672  | 684  | 1 181 | 1 419 | 1 497 | 1 536 |

|  |